# Femtogramo
Un femtogramo (fg) es una unidad de masa del Sistema Internacional de Unidades (SI), equivalente a la milbillonésima parte de un gramo. Es una medida de volumen utilizada en análisis de laboratorio y experimentos científicos, por ejemplo en la cuantificación del ADN genómico.
- 1 fg = 0,000000000000001 g = 10-15 g
- 1 fg = 10-12 mg = 10-18 kg

### Tabla de equivalencias
| gramo      | g  | 1                      | 1     |
| miligramo  | mg | 0.001 g                | 10-3  |
| microgramo | µg | 0.000001 g             | 10-6  |
| nanogramo  | ng | 0.000000001 g          | 10-9  |
| picogramo  | pg | 0.000000000001 g       | 10-12 |
| femtogramo | fg | 0,000000000000001 g    | 10-15 |
| attogramo  | ag | 0,000000000000000001 g | 10-18 |